# 洪山镇 (随县)
洪山镇是中国湖北省随州市随县下辖的一个镇。

## 行政区划
洪山镇下辖茅茨畈居委会、寺山居委会、洪山路居委会、怀河路居委会、双河街道居委会、鲍集村、王家台村、店子河村、黄家畈村、朱集村、凉亭河村、桂花园村、白果畈村、火焰套村、鸡鸣寺村、三神庙村、周家咀村、黄龙寺村、望河山村、温泉村、高尖山村、许家冲村、裴家岩村、杜家店村、郭集村、桥河村、观音堂村、周家湾村、青龙庙村、武圣宫村、雨亭岭村、界山冲村、云林村、双凤村。